# Chris Lykes
Christopher Lykes (Mitchellville, 22 juli 1998) is een Amerikaans basketballer.

## Carrière
Lykes speelde van 2017 tot 2021 collegebasketbal voor de Miami Hurricanes. Hierna speelde hij nog een seizoen voor de Arkansas Razorbacks. In de NBA draft van 2022 werd hij niet gekozen. Hij tekende zijn eerste profcontract bij de Deense eersteklasser Horsens IC waar hij een seizoen speelde. Voor het seizoen 2023/24 tekende hij bij de Franse tweedeklasser Denain Voltaire Basket. Hij verliet de club in februari 2024.
Hij startte het seizoen 2024/25 bij het Turkse İstanbul TÜ BK maar verliet de club in januari 2025 voor Spirou Charleroi.